# Ian (cráter)
Ian es un pequeño cráter de impacto situado en la cara visible de la Luna, en el extremo sur del Palus Putredinis. Está localizado al noreste de Kathleen y al nornoroeste de Ann. Al suroeste se halla la Rima Vladimir.
|  |
|  |

Es un diminuto cráter con forma de cuenco, carente de signos aparentes de erosión. Está superpuesto a una de las grietas que recorren en sentido sureste este sector del mar lunar.

## Designación
Cinco de los cráteres próximos a la Rima Bradley poseen nombres oficiales, que proceden de anotaciones originales no oficiales utilizadas en la hoja 41A3/S1 de la serie de mapas Lunar Topophotomap de la NASA. La designación fue adoptada por la UAI en 1976.